# Episodi di Un medico in famiglia (seconda stagione)
La seconda stagione della serie televisiva italiana Un medico in famiglia venne trasmessa in prima visione su Rai 1 dal 27 febbraio 2000 al 21 maggio 2000. La seconda stagione si pone in diretta continuità narrativa con la prima stagione. Il cast principale è rimasto quasi del tutto invariato: l'unico cambiamento è l'uscita di scena di Riccardo Garrone, il cui personaggio Nicola Solari viene comunque menzionato spesso dai personaggi presenti. Con il finale di questa stagione, si conclude la trasposizione italiana del soggetto di serie originario di Telecinco. A partire dalla terza stagione, la trama della serie italiana prosegue in maniera del tutto autonoma rispetto alla serie spagnola.
| nº | Titolo                          | Prima TV         | Ascolto    | Share  |
| -- | ------------------------------- | ---------------- | ---------- | ------ |
| 1  | L'attesa                        | 27 febbraio 2000 | 10.246.000 | 36,80% |
| 2  | Il ritorno                      | 27 febbraio 2000 | 10.089.000 | 37,88% |
| 3  | L'anello mancante               | 28 febbraio 2000 | 10.974.000 | 35,31% |
| 4  | Tanti auguri a te               | 28 febbraio 2000 | 10.850.000 | 39,42% |
| 5  | Scambio di persona              | 5 marzo 2000     | 9.664.000  | 35,79% |
| 6  | Fidarsi è bene                  | 5 marzo 2000     | 9.837.000  | 37,94% |
| 7  | L'appartamento                  | 12 marzo 2000    | 9.886.000  | 35,44% |
| 8  | Era una notte buia e tempestosa | 12 marzo 2000    | 10.188.000 | 39,02% |
| 9  | Hanno ucciso l'uomo ragno       | 19 marzo 2000    | 9.445.000  | 35,72% |
| 10 | Un peso sulla coscienza         | 19 marzo 2000    | 9.623.000  | 37,90% |
| 11 | Le notizie volano               | 20 marzo 2000    | 9.553.000  | 31,70% |
| 12 | Il dramma della gelosia         | 20 marzo 2000    | 9.275.000  | 34,08% |
| 13 | Vade retro                      | 26 marzo 2000    | 9.887.000  | 35,08% |
| 14 | L'odalisca                      | 2 aprile 2000    | 9.410.000  | 34,48% |
| 15 | Riusciranno i nostri eroi?      | 2 aprile 2000    | 10.175.000 | 38,02% |
| 16 | Notizie sconvolgenti            | 9 aprile 2000    | 10.089.000 | 36,51% |
| 17 | Il treno della pace             | 9 aprile 2000    | 10.571.000 | 38,59% |
| 18 | Finalmente soli                 | 16 aprile 2000   | 9.221.000  | 36,32% |
| 19 | Enrica pigliatutto              | 23 aprile 2000   | 7.254.000  | 35,20% |
| 20 | Fidanzatini                     | 23 aprile 2000   | 8.318.000  | 39,77% |
| 21 | Il trullo della discordia       | 30 aprile 2000   |            |        |
| 22 | Il lieto evento                 | 30 aprile 2000   |            |        |
| 23 | La gelosia di Annuccia          | 7 maggio 2000    | 9.188.000  | 35,08% |
| 24 | Falsi allarmi                   | 7 maggio 2000    | 9.891.000  | 38,12% |
| 25 | La prima volta di Maria         | 14 maggio 2000   | 8.676.000  | 35,88% |
| 26 | Sempre più Martini              | 21 maggio 2000   | 10.144.000 | 40,18% |

- Cast fisso: Giulio Scarpati (Lele Martini), Lino Banfi (Libero Martini), Claudia Pandolfi (Alice), Lunetta Savino (Cettina), Milena Vukotic (Enrica), Enrico Brignano (Giacinto Diotallevi), Margot Sikabonyi (Maria), Eleonora Cadeddu (Annuccia), Michael Cadeddu (Ciccio Martini), Carlotta Aggravi (Reby), Vincenzo Crocitti (Mariano Valenti), Mauro Pirovano (Giorgio Giorgi), Sabrina Paravicini (Jessica), Rosanna Banfi (Tea), Jinny Steffan (Irma), Pino Ferrara (Fausto), Anita Zagaria (Nilde), Jonis Bascir (Jonis), Paolo Sassanelli (Oscar Nobili).

## L'attesa
- Diretto da: Riccardo Donna
- Scritto da: Paola Pascolini, Tommaso Capolicchio, Antonio Consentino, Emanuela Del Monaco
- Altri interpreti: Cecilia Cinardi (Gemma), Pietro Mannino (Filiberto), Nini Salerno (Carmelo)

Sono ormai passati 3 mesi e Lele è ansioso di rivedere Alice dopo la sua dichiarazione in aeroporto. A casa Martini arriva una lettera di Alice dove la donna dice di essere cambiata, ma Lele riesce a leggere solo la prima parte, in quanto la lettera viene prima sporcata di marmellata da Ciccio e poi strappata da Libero. In casa di Alice arrivano i ladri e, dopo l'accaduto, Lele e Oscar vanno a rimettere a posto la casa. Durante il riassestamento, Lele legge una lettera che Alice ha scritto al computer dove dice di essere innamorata di un altro uomo; subito Lele si preoccupa, ma grazie all'aiuto dell'amico, scopre che la lettera è stata scritta tempo prima quando la donna si sarebbe dovuta sposare con Sergio e l'uomo di cui era innamorata era proprio suo cognato. Nel frattempo Alberto e Gemma, la cugina di Filiberto, scoprono di piacersi. Enrica lascia il suo fidanzato Carmelo, ma lui non riesce a rassegnarsi, perciò la donna fa finta di essere fidanzata con Libero.

## Il ritorno
- Diretto da: Riccardo Donna
- Scritto da: Paola Pascolini, Tommaso Capolicchio, Antonio Consentino, Emanuela Del Monaco

Lele va all'aeroporto per l'arrivo di Alice, ma al suo posto arriva suor Giulia che Alice ha conosciuto in Africa e che le ha ceduto il biglietto. Il nonno Libero per mettere un trenino in un vaso rimane con il braccio incastrato ed è proprio grazie a suor Giulia che riuscirà a liberarlo. Intanto Giacinto e Cettina si recano nella loro nuova casa ancora in costruzione, e la vigilanza li coglie in flagrante mentre si scambiano tenerezze. Alberto, che non ha superato la maturità, lavora come pony express e non vuole iscriversi a scuola, ma per fortuna, consultandosi con la madre Nilde, decide di iscriversi da privatista. Libero accompagna suor Giulia al centro commerciale, ma la perde di vista. Finalmente Lele va all'aeroporto a prendere Alice e la porta a casa sua, dopo averla avvertita dei ladri; le fa trovare una tavola imbandita con le candele, ma mentre i due stanno per baciarsi arriva suor Giulia, che non è potuta partire a causa di uno sciopero dei controllori di viaggio. Lele e Alice riescono finalmente a chiarirsi: la donna dice che è cambiata nel senso che non è più la ragazzina indecisa che era, che ha il coraggio di fare una scelta senza temere di perdere qualcos'altro. La conversazione è però interrotta da suor Giulia, che finalmente va in aeroporto, accompagnata da Libero. Nell'ultima scena Lele è fuori dal portone del palazzo di Alice e citofona alla cognata dicendole che la ama; poi mentre Lele sale per le scale, lei scende in ascensore. Così Lele è costretto a scendere di nuovo e finalmente i due si baciano.

## L'anello mancante
- Diretto da: Riccardo Donna
- Scritto da: Paola Pascolini, Tommaso Capolicchio, Massimo Russo

Lele decide di regalare ad Alice l'anello che le aveva comprato tempo prima. Mentre Reby ha problemi con la madre che vorrebbe trasferirsi in America per sposarsi con il suo fidanzato, Fausto si trasferisce a casa Martini per un periodo finché gli restaurano l'appartamento, ma essendo sonnambulo disturba la quiete notturna della casa. La storia tra Cettina e Giacinto sembra definitivamente finita; i due si incontrano in un locale dove sono stati accompagnati l'uno da Jonis e l'altra dalla fidanzata di Jonis. Annuccia disegna un anello e grazie a questo Lele scopre che era stata proprio la figlia minore a prendere il cofanetto con l'anello per Alice, ma involontariamente lo ingoia. La puntata termina con Lele che dona ad Alice la radiografia di Annuccia dove si vede l'anello che dovrebbe essere suo.

## Tanti auguri a te
- Diretto da: Riccardo Donna
- Scritto da: Paola Pascolini, Tommaso Capolicchio, Antonio Consentino, Emanuela Del Monaco
- Altri interpreti: Cecilia Cinardi (Gemma), Gabriele Mainetti (Adriano), Pietro Mannino (Filiberto)

È il compleanno di Lele, ma tutta la famiglia fa finta di dimenticarsene per fargli una festa; nel frattempo come regalo Cettina prepara un maglione, mentre nonno Libero e i nipoti decidono di comprargli un computer. Mentre questi ultimi si recano al centro commerciale per fare il regalo, Libero intravede Lele e Alice in un negozio di cappelli, ma non è sicuro che siano veramente loro. Alberto inizia a essere geloso di Gemma, poiché è spesso impegnata negli studi universitari, inoltre deve fare una tesina con Adriano, un ragazzo molto studioso.
Mentre i Martini sono nascosti per la sorpresa, Lele rientra a casa con Alice e i due cadono a terra e si baciano; la famiglia accende la luce, scopre la relazione tra i due e si festeggia finalmente il compleanno del neofidanzato. Spetta poi a Lele dire ad Enrica del fidanzamento con Alice e la suocera dà loro la benedizione. Nel frattempo Annuccia si innamora di Filiberto, l'amico di Ciccio.

## Scambio di persona
- Diretto da: Riccardo Donna
- Scritto da: Paola Pascolini, Giovanna Caico, Massimo Russo
- Altri interpreti: Gea Martire (Mariuccia), Elio Germano (Er Pasticca/Roberto), Cecilia Cinardi (Gemma), Hossein Taheri (fidanzato di Jessica).

Giacinto e Cettina dopo l'incidente al cantiere hanno deciso di lasciarsi, mentre Lele non vuole ancora dire ai ragazzi che spesso lui e Alice dormono assieme a casa di quest'ultima. Arriva da Mondragone Mariuccia, la cugina di Cettina molto pettegola, per conoscere Giacinto, ma, non volendo rivelarle di avere troncato la relazione, Cettina chiede a Lele di fingere di essere il suo fidanzato. Er Pasticca, un amico di Alberto, gli chiede di consegnare alcune pasticche, ma queste finiscono in mano ad Annuccia; per fortuna grazie al tempestivo intervento di Gemma, la bambina non ne ingoia neanche una. Jessica si è fidanzata con un ragazzo egiziano e vorrebbe sposarlo, ma durante una cena a casa di Alice scopre che lui ha già una moglie. Libero vorrebbe che Lele sposasse Alice, ma il figlio non si sente ancora pronto.
Alla fine Mariuccia scopre lo scambio di persona poiché incontra il vero Giacinto al cantiere, così lascerà casa Martini delusa, non prima di avere dato uno schiaffo al povero Lele.

## Fidarsi è bene
- Diretto da: Riccardo Donna
- Scritto da: Paola Pascolini, Giovanna Caico, Massimo Russo
- Altri interpreti: Eleonora Danco (Clara)

Cettina è sempre più disperata per la fine della sua relazione con Giacinto e inizia ad avere crisi di pianto, ma contemporaneamente la notte non riesce a dormire, quindi lavora molto più del solito e le faccende domestiche disturbano la quiete dei Martini. Alla Asl arriva una ragazza che è stata picchiata e Jonis l'accoglie in casa sua, nonostante la madre di Giacinto non ne sia contenta, e arriva a prendersi un pugno per difenderla. Alice ha organizzato un week-end romantico con Lele a Parigi, mentre Giorgi e Oscar dovranno andare a un convegno a Torino, ma quest'ultimo, a causa di una tracheite, non può leggere la relazione sulla Asl, perciò Giorgi chiede a Lele di farlo e quindi il fine settimana romantico salta. Assieme ai medici a Torino andrà anche Clara, una vecchia amica di Lele, che essendo fotografa deve fare un servizio sui medici che si recheranno al convegno. Alice è molto gelosa della donna, soprattutto quando scopre da Libero il legame che c'era tra lei e il suo fidanzato in gioventù; decide quindi di raggiungerlo a Torino e lo aspetta in hotel fino a notte fonda. Il dottore va a cena con Clara, ma essendosi scordato i fari accesi l'auto non parte e i due dovranno chiamare un meccanico, rientrando quindi molto tardi; Alice e Lele passano la notte insieme. Nel frattempo Cettina sta sempre peggio, così Libero, Ciccio e Maria le somministrano molte gocce per dormire, arrivando a svuotare una boccetta intera e si spaventano vedendo che la donna stenta a risvegliarsi; per fortuna poi telefonando a Lele scopriranno che si trattava di valeriana e non di sonnifero.

## L'appartamento
- Diretto da: Riccardo Donna
- Scritto da: Paola Pascolini, Giovanna Caico, Antonio Consentino, Emanuela Del Monaco
- Altri interpreti: Cesare Bocci (Alfonso), Morena De Pasquale (Lorella)

Il fidanzamento tra Cettina e Giacinto sembra essere rotto del tutto, resta solamente da accordarsi per dividersi l'appartamento acquistato insieme. A casa Martini arriva Alfonso, cugino di Lele, e Alice crede sia l'uomo giusto da presentare a Irma, ma i due si incontrano alla radio e hanno uno screzio; la cena viene organizzata da Alice senza sapere dei loro battibecchi, i due si incontrano di nuovo e ricominciano a litigare, e stessa cosa fanno Lele e Alice. Libero intanto va da Lorella, la parrucchiera fidanzata di Jonis, ma esce dal salone con i capelli blu. Cettina chiede a Giacinto di incontrarsi per chiarire la loro situazione, ma quest'ultimo non si presenta poiché rimane vittima di un accoltellamento da parte di due ladri. Cettina, credendo che l'ex non si fosse presentato volontariamente, chiama un fattorino che la corteggia, ma appena saputa la notizia di Giacinto corre in ospedale e i due ricominciano la loro storia d'amore.

## Era una notte buia e tempestosa
- Diretto da: Riccardo Donna
- Scritto da: Paola Pascolini, Giovanna Caico, Antonio Consentino, Emanuela Del Monaco
- Altri interpreti: Pietro Mannino (Filiberto)

Dopo l'incidente in cui è stato coinvolto, Giacinto decide di passare il suo periodo di convalescenza a casa Martini per restare vicino alla sua fidanzata. Nel frattempo Lele, a causa dei suoi impegni con Alice, rinuncia ad accompagnare Ciccio alla partita di calcio, che il bambino da tempo sperava di vedere. Per attirare l'attenzione del padre, Ciccio, spalleggiato dal suo amico Filiberto, decide di fare prendere uno spavento al padre, fallendo miseramente. Lele, mentre si trova a casa di Alice, viene a sapere che la fidanzata sta ricevendo, da diverse settimane, alcune telefonate da un ammiratore maniaco. È all'apparenza una situazione poco allarmante ma, con il passare dei giorni, il molestatore non si limita a delle semplici telefonate: dapprima si presenta agli studi della radio dove lavora Alice e in seguito a casa di quest'ultima minacciandola con un coltello. Quando tutto sembra essere risolto, il maniaco si ripresenta alla radio e tenendo Alice rinchiusa in un bagno tenta di violentarla. Fortunatamente Lele, sentendo le urla della sua fidanzata, si precipita a soccorrerla e il persecutore viene arrestato.

## Hanno ucciso l'uomo ragno
- Diretto da: Tiziana Aristarco
- Scritto da: Paola Pascolini, Antonio Consentino, Emanuela Del Monaco
- Altri interpreti: Gabriele Mainetti (Adriano), Eleonora Danco (Clara)
- Guest star: Licia Colò, Max Pezzali

A Maria piace Adriano, ma scopre che è già fidanzato con un'altra ragazza; mentre è al centro commerciale con Reby, vede la ragazza di Adriano che si bacia con un altro e decide di rivelare l'accaduto all'amico di Alberto, provocando in lui un turbamento. Intanto Lele trova lavoro alla sua amica Clara che ha il compito di fare delle fotografie a Licia Colò, ospite di Alice alla radio. La figlia della fotografa chiama Lele papà e Alice sentendola si ingelosisce. Clara arriva tardi all'appuntamento con la Colò che si allontana dalla radio, ma riesce a scattarle delle foto durante il viaggio verso l'aeroporto; quando Clara va alla radio a consegnare le foto ad Alice, le due si chiederanno scusa a vicenda e chiariranno ed Alice la proporrà a Giorgi come fotografa per l’Asl. Libero e Fausto partecipano a un concorso per vincere una sera a cena con un cantante, si presentano con il nome Grigi per Caso e cantano il successo degli 883 Hanno Ucciso L'Uomo Ragno; così grazie all'originalità dei costumi e della coppia vincono la gara e Max Pezzali arriva a casa Martini, provocando la felicità della famiglia, soprattutto di Maria, sua grandissima fan. La puntata si conclude con Max che canta insieme ai protagonisti il brano Come mai.

## Un peso sulla coscienza
- Diretto da: Tiziana Aristarco
- Scritto da: Paola Pascolini, Antonio Consentino, Emanuela Del Monaco
- Altri interpreti: Cecilia Cinardi (Gemma), Gabriele Mainetti (Adriano)

Alice convince Lele a partecipare a una trasmissione radiofonica insieme a suo padre e a Ciccio, per mettere a confronto varie generazioni; il dottore accetta anche grazie al convincimento del capo Giorgi. Annuccia però vorrebbe partecipare alla trasmissione insieme agli uomini della famiglia e alla fine ha la meglio e si fa portare alla radio. Intanto Cettina e Giacinto vanno nella casa di campagna del capo di Giacinto, Scarcelli, per fare sì che il capo lo promuova, ma durante il pomeriggio durante una prova di tiro a piattello Giacinto colpisce un nano da giardino. Alberto litiga con Gemma perché il ragazzo ha ricominciato a vedere la sua vecchia compagnia; contemporaneamente anche Adriano è stato lasciato dalla fidanzata, e così i due decidono di uscire per andare a divertirsi. Mentre i Martini sono alla radio Lele riceve una telefonata che gli annuncia che Alberto ha avuto un incidente in macchina. Tutti corrono all'ospedale e scoprono che Alberto fortunatamente è uscito illeso, quello che è stato più colpito è invece Adriano, perché si trovava nel posto del passeggero davanti, e che la mobilità delle gambe è nulla.

## Le notizie volano
- Diretto da: Tiziana Aristarco
- Scritto da: Paola Pascolini, Tommaso Capolicchio, Antonio Consentino, Emanuela Del Monaco
- Altri interpreti: Gabriele Mainetti (Adriano)

Mentre Giacinto è preoccupato per una promozione che Scarcelli sta per assegnare ad uno dei suoi dipendenti, Alice trascorre sempre più tempo a Casa Martini. Alberto si sente responsabile dell'incidente che ha fatto rimanere disabile l'amico Adriano, ma grazie all'aiuto dello zio troverà la forza per andarlo a trovare in ospedale. Ciccio intanto si sente a disagio poiché i genitori degli alunni della sua classe si dovrebbero presentare a scuola per la festa di fine anno e sente la mancanza della madre; alla festa andrà la zia Alice. I ragazzi, Maria, Ciccio e Annuccia, vorrebbero che il padre sposasse la loro amata zia e decidono di chiederglielo. Lele va alla radio perché vuole parlare con Alice, molto indaffarata con il lavoro. L'uomo torna a casa e si reca dall'amata la sera successiva. Durante una delle pause della trasmissione Lele inizia un discorso ad Alice che culmina con la proposta di matrimonio. I due non si erano resi conto che involontariamente erano andati in onda. Anche il nonno Libero, Cettina e Giacinto, che ha ottenuto la promozione, ascoltano la proposta di Lele alla radio. Giacinto ha problemi con i turni di lavoro, poiché deve aumentare le ore lavorative a causa di un calo del personale, ma grazie al suggerimento di Libero riuscirà a risolvere il problema.

## Il dramma della gelosia
- Diretto da: Tiziana Aristarco
- Scritto da: Paola Pascolini, Tommaso Capolicchio, Antonio Consentino, Emanuela Del Monaco
- Altri interpreti: Eleonora Danco (Clara)

Fausto e Libero vanno a una performance canora di Arabella, una vecchia fiamma di Fausto. Lui è ancora innamorato di lei, ma quando scopre che è sposata si sente male e decide di non rivederla più, per non soffrire. Lele e Alice hanno deciso di sposarsi e stanno cercando insieme il luogo per il viaggio di nozze. Tutti li aiutano a trovarlo, ma ognuno ha la sua opinione e alla fine decidono di cavarsela da soli. Alla Asl tutti i medici fanno una scommessa sul luogo dove i due innamorati andranno per il viaggio di nozze. Alice ha avuto la proposta per i biglietti aerei di un luogo molto bello, con lo sconto e decide di andare lì per il viaggio di nozze, ma essendo troppo occupata con il lavoro chiede a Lele di andarci. Lui, per aiutare Clara con le didascalie di foto per un servizio, non va all'agenzia, infatti Alice si arrabbia molto. Allora Oscar fornisce a Lele il numero di un'agenzia dove c'è un suo amico che può dargli i biglietti per un altro luogo comunque bello. Alice però non può andare con Lele, perché ha una riunione, così ci va Lele, accompagnato da Clara. I due decidono di andare insieme al bar, ma intanto Alice ha saputo che la riunione non si farà più e si precipita da Lele e trova l'agenzia chiusa. Mentre stava per andare via vede Lele al bar con Clara e si ingelosisce, tornando a casa delusa. Intanto Clara rivela a Lele i suoi sentimenti e prova a baciarlo, ma lui le dice che ama follemente Alice. Lei allora decide di non rivederlo più e le dice anche che quel servizio sulle foto non c'era mai stato, era tutta una finta per vederlo, e se ne va. Il giorno dopo Lele la cerca, ma non riesce a trovarla ed è lì che si rende conto che Alice è gelosa di Clara.

## Vade retro
- Diretto da: Tiziana Aristarco
- Scritto da: Paola Pascolini, Tommaso Capolicchio, Massimo Russo
- Altri interpreti: Beatrice Bocci (Elena Solari)

Mentre sono in corso i preparativi per il matrimonio tra Lele e Alice, quest'ultima per paura di prendere il posto della sorella, fugge nel paesino in cui da piccole passavano l'estate dalla Tata Augusta. Lele prova a chiamare Alice ma non riesce a rintracciarla, ma a casa sua trova una lettera in cui la donna dice di essere confusa e di voler riflettere lontano da lui. Nonno Libero e Nonna Enrica, affidandosi a Giacinto, vanno a visitare una villa per il ricevimento di nozze ma scoprono che vi vengono fatti riti satanici e sacrificati animali; alla villa c'è anche il professor Morbelli, ma arriva la Polizia e i tre scappano. Lele è ancora in cerca di Alice e parlandone con Jessica, questa le dice che se avesse avuto una tata sarebbe andata da lei ogni volta che ne avesse avuto bisogno, così parte per Rocca Alta, da Augusta e finalmente la trova. Seduti sul molo, Lele dice ad Alice "Tu non mi hai tolto ad Elena, è il destino che ha tolto lei a me, io in te non cerco Elena, io amo Alice" così i due si abbracciano e decidono dunque di celebrare le nozze nel paesino.

## L'odalisca
- Diretto da: Tiziana Aristarco
- Scritto da: Paola Pascolini, Tommaso Capolicchio, Massimo Russo
- Altri interpreti: Ugo Dighero (Giulio), Gabriele Mainetti (Adriano)

Dopo avere saputo che i colleghi di Lele organizzeranno un addio al celibato allo sposo, Jessica decide di organizzare l'addio al nubilato della sposa; inizialmente pensa a uno spogliarello maschile, in risposta a quello femminile organizzato per Lele, ma successivamente saranno Alberto, Fausto e Ciccio a fare da spogliarellisti. Alla festa di Lele arrivano un gruppo di ragazze vestite da odalische tra cui una particolare che si avvicina molto a Lele. Alice e lo sposo si erano dati l'appuntamento al solito posto dove si incontravano quando erano amici, ma Lele intrattenuto dalla ballerina non si presenta. Alice raggiunge il luogo dell'addio al celibato, vede Lele con la ragazza e se ne va. Lo sposo allora abbandona la festa per andare all'appuntamento ma non trova più Alice, così si reca con l'odalisca a casa sua. Arrivati a casa di Alice quest'ultima scopre che in realtà l'odalisca è il loro amico Giulio che racconta loro la sua esperienza in Africa. Nel frattempo Alberto, Maria e i loro amici decidono di organizzare una gita, ma non invitano Adriano, già alle prese con le difficoltà dovute alla sua disabilità. Quando il ragazzo lo scopre va su tutte le furie. A risolvere la situazione ci sarà l'inaspettato aiuto di Ciccio.

## Riusciranno i nostri eroi?
- Diretto da: Tiziana Aristarco
- Scritto da: Paola Pascolini, Giovanna Caico, Massimo Russo
- Altri interpreti: Ugo Dighero (Giulio)

Lele, Alice e la piccola Annuccia partono per la location del matrimonio e giungono alla chiesa dove stanno allestendo un presepe vivente; sfortunatamente, a causa di un'epidemia di influenza, molti partecipanti all'evento sono ammalati, e quindi il sacerdote Don Eugenio chiede ai due sposi di impersonare Maria e Giuseppe, mentre Annuccia farà uno degli angioletti. Però lo stesso prete cade da una scala e Lele assieme a Giulio sono costretti a portarlo in ospedale, dove verrà operato, perciò Alice, Enrica, Jessica e Tea dovranno cercare un altro sacerdote che celebri il matrimonio; dopo molte ricerche trovano un prete che non celebra più messa perché ha passato la novantina d'anni ed è sordo come una campana. A casa invece Ciccio, per fare vedere l'abito da sposa a Reby, lo sporca con il lucido da scarpe e dopo vari tentativi di Cettina, tornerà candido dopo che Giacinto lo avrà portato in lavanderia. Nel frattempo, al ritorno dall'ospedale, Lele e Giulio sono rimasti in panne con il fuoristrada del sindaco del paese, tanto che i tre devono avviarsi a piedi attraverso il bosco. Per fortuna incontrano dei signori che prestano a Lele il loro asino (lo stesso del presepe vivente) per arrivare in tempo in chiesa. Mentre gli invitati attendono davanti alla chiesa, arriva anche Lele che si cambia in sacrestia e sulle note dell'Ave Maria, cantata da Cettina, Alice entra in chiesa e viene celebrato il matrimonio nonostante i primi intoppi del sacerdote e la mancanza delle fedi, che vengono portate di corsa da Giulio.

## Notizie sconvolgenti
- Diretto da: Tiziana Aristarco
- Scritto da: Paola Pascolini, Giovanna Caico, Massimo Russo
- Altri interpreti: Morena De Pasquale (Lorella)

Lele e Alice sono finalmente sposati, ma mentre stanno partendo per il viaggio di nozze la donna ha un aborto spontaneo, non sapendo nemmeno di essere incinta; viene operata e i due passano l'intero periodo in ospedale. Giacinto vede Lorella, la fidanzata di Jonis, in una macchina con un altro uomo e decide di raccontarlo all'amico, perché viene a sapere che lui la vuole sposare. Inizialmente i due neosposi fingeranno di essere effettivamente partiti per il Brasile, ma poi la famiglia chiederà a Lele il motivo del suo nervosismo e lui dirà loro che Alice ha avuto un attacco di appendicite e che quindi sono stati costretti a restare in ospedale vicino a Roma. Lele vuole assicurarsi la correttezza delle analisi fatte e chiede a Oscar di consegnarle a una sua amica primaria di ginecologia in modo che le controlli. Il responso è esatto, Alice non potrà più avere bambini; la donna però non vuole farlo sapere ad amici e famigliari. Nilde arriva a casa Martini e confessa al padre di essere incinta, ma il bambino non è del suo ex marito.

## Il treno della pace
- Diretto da: Tiziana Aristarco
- Scritto da: Paola Pascolini, Giovanna Caico, Antonio Consentino, Emanuela Del Monaco
- Altri interpreti: Pierluigi Coppola (Federico, cugino di Reby), Giulio Pampiglione (Ludo)

Alla Asl arriva un ispettore della Sanità a comunicare a Giorgi che ci sarà una visita del papa Giovanni Paolo II all'ambulatorio, ma scopre una perdita d'acqua sul muro della sala d'attesa. Nel frattempo Giacinto vuole lasciare il lavoro da vigilante per aprire un negozio tutto suo di souvenir, spinto anche dall'occasione del Giubileo del 2000. Maria offre il garage di casa Martini come luogo di prove per il gruppo musicale del cugino di Reby, ma Lele non è molto entusiasta. La sera della festa a scuola di Ciccio Alice concede il permesso a Maria di invitare il gruppo a suonare, ma i Martini rientrano prima del previsto (mascherati da La famiglia Addams) e Lele si arrabbia sia con la figlia che con la moglie per avere coperto la bugia. Arriva il giorno della visita e mentre alla Asl si attende il papa, il rubinetto della cassetta a muro antincendio inizia a perdere sempre di più così i medici decidono di spostarsi nel cortile per accoglierlo; mentre arriva Libero intenzionato a parlare al pontefice di un progetto che ha ideato riguardo a un "treno della pace", ma viene investito dall'acqua del rubinetto e cade a terra, e quindi non può più realizzare il suo sogno. A fine episodio si festeggia l'inaugurazione del negozio di Giacinto.

## Finalmente soli
- Diretto da: Tiziana Aristarco
- Scritto da: Paola Pascolini, Antonio Consentino, Emanuela Del Monaco
- Altri interpreti: Nini Salerno (Carmelo), Elio Germano (Er Pasticca/Roberto), Gabriele Mainetti (Adriano)

La nonna Enrica è ancora perseguitata da Carmelo, il suo ex fidanzato che non riesce ad accettare l'idea che lei lo abbia lasciato, così Enrica va a stare da Lele e finge di essere in procinto di sposarsi con Libero per farlo desistere. Er Pasticca, il responsabile dell'incidente di Adriano, decide di parlargli per avere una seconda possibilità, e così lo cerca prima al centro commerciale e poi a casa Martini, ma Alberto lo tratta male e lo manda via. Intanto Lele e Alice non hanno un momento per stare soli: la prima sera vengono interrotti prima da Annuccia che non vuole dormire con la nonna Enrica perché russa e poi da Libero ed Enrica, mentre amoreggiano in garage, dove erano scesi per cercare il peluche della bambina in macchina. Allora Irma offre loro la sua casa al mare, ma a causa di un malinteso non riescono ad andarci; alla fine riusciranno comunque a ritrovarsi soli anche nella confusione di casa Martini. Maria incontra Er Pasticca al centro commerciale e comincia a frequentarlo, perché capisce che si è veramente pentito di quello che ha fatto ad Adriano, nonostante la preoccupazione di Alberto e di Rebby; Maria decide di non vederlo più, ma mentre glielo dice lui la bacia e così Maria scopre di essersi innamorata, anche se tutti sono contrari alla loro relazione.

## Enrica pigliatutto
- Diretto da: Tiziana Aristarco
- Scritto da: Paola Pascolini, Antonio Consentino, Emanuela Del Monaco

Tutti sono scontenti di avere la nonna Enrica in casa, perché occupa il bagno per ore e russa quindi non fa dormire le ragazze; decide addirittura di trasferirsi in camera del nonno Libero, mandando lui a dormire nel letto di Ciccio e quest'ultimo sul divano. Intanto Alice si sente continuamente male e già un po' di persone le dicono che i sintomi ci sono tutti e che potrebbe essere incinta. Lei all'inizio non ci crede, anche perché Lele è preoccupato che si tratti di qualcosa di grave, ma quando scopre che Maria le ha comprato apposta un test di gravidanza comincia ad avere speranze; Libero però trova il test e dice a Lele che Maria è incinta. Lele parla con Maria cercando di scoprire se è incinta, ma quando lei gli dice che a zia Alice direbbe tutto, è molto più tranquillo e decide di non pensarci più. Il giorno seguente Alice fa il test e scopre di essere incinta. Nel frattempo Enrica si trasferisce, riportando la normalità a casa Martini. Nel frattempo Cettina è molto gelosa di Colette, una guida turistica francese, e per farle un dispetto rovina il rullino con le foto dei turisti e la ragazza minaccia di denunciare il negozio all'Ufficio per il Giubileo.

## Fidanzatini
- Diretto da: Tiziana Aristarco
- Scritto da: Paola Pascolini, Antonio Consentino, Emanuela Del Monaco

È il compleanno di Annuccia e come tutti gli anni iniziano i preparativi. Solitamente però Lele si travestiva da Peter Pan, ma quest'anno non può poiché Alice ha l'appuntamento per la prima ecografia. Così sarà Giacinto a sostituire Lele nei panni di Peter Pan, insieme al nonno Libero, travestito da Capitan Uncino, mentre Nonna Enrica e Cettina cercano di tenere a bada i bambini della festa. Alice fa l'ecografia e Tea scopre che non aspetta un bambino ma due gemelli. Lele e Alice tornano a casa per la festa e per annunciare agli altri la notizia, quando arriva una telefonata che fa sapere a Libero che il suo amico Fausto è in ospedale. Libero cerca di avvertire i figli del malato, che però non si presentano, così tutta la famiglia Martini lo raggiunge in ospedale. A casa Martini tutti si prendono cura di Alice, forse un po' troppo. Ognuno usa i suoi metodi per fare sì che la gravidanza vada per il meglio, ma la donna sentendosi oppressa da troppe attenzioni decide di tornare al lavoro. Con uno scherzo alla madre, che le aveva regalato persino una poltrona relax, Alice le fa capire che non vuole tutte le attenzioni avute finora: fa credere alla madre Enrica di fumare e bere caffè durante la gravidanza e che andasse persino sulle montagne russe.

## Il trullo della discordia
- Diretto da: Tiziana Aristarco
- Scritto da: Paola Pascolini, Tommaso Capolicchio, Antonio Consentino, Emanuela Del Monaco
- Altri interpreti: Elio Germano (Roberto/Er Pasticca), Pierluigi Coppola (Federico), Cesare Bocci (Alfonso)

Alice è andata a trascorrere qualche giorno dalla tata Augusta; intanto Lele scopre che Libero ha venduto il suo trullo in Puglia (a cui teneva moltissimo) per dare i soldi ricavati a Nilde. La situazione però scatena un litigio tra i due fratelli. Maria e Reby vanno a vedere un concerto con i ragazzi del gruppo musicale Fede e Ludo; a un certo punto nel locale entra anche Roberto, che saluta Maria, ma la ragazza finge di non vederlo. Dopo qualche ora Federico, il ragazzo che piaceva a Maria, la lascia nel locale assieme a un suo amico e se ne va con la cantante del concerto. Il giorno dopo il ragazzo dice alla giovane Martini di non essere interessato a lei e di non volerla come sua fidanzata, lasciandola nuovamente nel bar senza soldi, ma fortunatamente arriva Roberto che paga il conto e i due tornano a casa assieme. Nel frattempo Jonis si è iscritto a un'agenzia di cuori solitari, e mentre entra in un bar per un appuntamento al buio si scontra con una ragazza; i due si parlano e la sera escono a cena, ma l'uomo non sa che si tratta di Eva, la nipote di Giorgi, che si trova a Roma per un concorso ed è ospite dello zio. Giacinto e Jonis intanto si sono trasferiti nella ex casa di Alice, mentre Libero fa la valigia e se ne va di casa a causa dei continui litigi dei due figli, che lo ritroveranno in una casa di riposo. Alla fine dell'episodio Libero viene a sapere di essere stato nominato amministratore di condominio dagli altri condomini di Poggio Fiorito.

## Il lieto evento
- Diretto da: Tiziana Aristarco
- Scritto da: Paola Pascolini, Tommaso Capolicchio, Antonio Consentino, Emanuela Del Monaco
- Altri interpreti: Gea Martire (Mariuccia), Leila Durante (Cleofe)

Nilde chiama a casa Martini per avvisare il fratello che il parto sarà pilotato e che quindi avverrà il giorno successivo, perciò Lele parte per Sanremo assieme a Libero e Alberto. Jonis continua a uscire con Eva, la nipote di Giorgi, e quest'ultimo dopo averlo evitato per un mese lo ricatta dicendogli che appoggerà la sua promozione solo se il giovane lascerà la donna (lo zio e i famigliari non sono d'accordo con la relazione tra i due). Alla fine Giorgi appoggia la promozione di Jonis a usciere effettivo perché la nipote gli dice di essere veramente innamorata di lui. Cettina e Giacinto fissano la data di nozze di lì a sei mesi e decidono di fare incontrare la cugina della donna, Mariuccia, e la madre dell'uomo, Cleofe, per suggellare il fidanzamento ufficiale; durante la cena, però, tra le due donne insorgono delle discussioni. Nilde vuole che sia Lele a entrare in sala parto, ma il giorno successivo Lele si sveglia tardi e arriva in ospedale quando la sorella ha già partorito un bambino di colore; solo dopo la nascita i tre uomini scoprono che il padre del bambino è un uomo di colore.

## La gelosia di Annuccia
- Diretto da: Tiziana Aristarco
- Scritto da: Paola Pascolini, Tommaso Capolicchio, Massimo Russo
- Altri interpreti: Gabriele Mainetti (Adriano)

Alice e Lele annunciano alla famiglia il sesso dei nascituri: saranno un maschio e una femmina, ma la felicità non è condivisa da tutta la famiglia perché Annuccia diventa gelosa, in quanto pensa che d'ora in poi verrà trascurata dal padre e dalla zia Alice (che per lei è come una mamma). Intanto Enrica è depressa perché l'amante del suo ex marito, Angela, è a Roma e le amiche comuni invitano la donna ai party ed evitano Enrica per non farle incontrare; Lele chiede allora al padre e a Fausto di invitarla a uscire per farla svagare. Al bar i tre incontrano le amiche pettegole di Enrica e quest'ultima per non sfigurare organizza una riunione per la vendita di prodotti estetici in casa Martini; durante la dimostrazione le due amiche fanno piangere Enrica rivelandole che Angela ora si fa chiamare Signora Solari, così Libero le caccia fuori di casa. Lele promette a Ciccio e Annuccia di portarli al cinema, ma quel pomeriggio arriva da Milano un'amica di Alice, un architetto che deve aiutarli a sistemare la casa in modo da tirare fuori una stanza in più per la crescente famiglia; la bambina si arrabbia e per attirare l'attenzione rompe un piattino che era destinato ai due gemellini.

## Falsi allarmi
- Diretto da: Tiziana Aristarco
- Scritto da: Paola Pascolini, Tommaso Capolicchio, Massimo Russo
- Altri interpreti: Elio Germano (Roberto/Er Pasticca), Neri Marcorè, Federico Maria Galante (Luigi)

Alice è molto in ansia per l'arrivo dei gemelli e riempie la famiglia di consigli e letture di manuali sulla nascita; inoltre sono giorni di notti in bianco per Lele, che ogni notte, a causa delle contrazioni, deve accompagnare la donna all'ospedale. Intanto Maria continua a frequentare Roberto senza dire nulla alla famiglia e una sera, mentre sono in discoteca, un ragazzo importuna la giovane Martini, e Roberto per difenderla fa a botte con il ragazzo. Nel frattempo Tea chiede a Lele e Oscar di visitare un bambino che sembra avere problemi e la diagnosi è la dislessia.

## La prima volta di Maria
- Diretto da: Tiziana Aristarco
- Scritto da: Paola Pascolini, Giovanna Caico, Antonio Consentino, Emanuela Del Monaco
- Altri interpreti: Elio Germano (Roberto/Er Pasticca)

Alice cerca di aiutare Maria che sta affrontando un momento particolare della sua vita: Roberto le ha chiesto di fare l'amore con lui. La ragazza dopo avere parlato con il padre e con la zia capisce che non è il momento; allora dice a Roberto di non essere pronta e di volere aspettare. Giorgi è partito per un viaggio di due giorni, ma alla Asl Jessica e Oscar ricevono una telefonata che li avvisa che il rene per Giorgi è arrivato e lo devono subito ricoverare; per tutta la notte provano a rintracciarlo ma non ci riescono. Quando finalmente il direttore si fa sentire con Lele quest'ultimo gli comunica la notizia e acconsente ad accompagnarlo in ospedale. Prima di raggiungere Giorgi Lele chiama Alice per avvertirla che non avrebbe potuto raggiungerla al corso pre-parto; la donna, però, ha dimenticato il cellulare a casa, così risponde Libero che a causa della linea disturbata capisce: "È arrivata Irene" anziché il rene. Quando Alice viene a sapere che il marito non è andato al corso per andare a prendere la sua ex fidanzata alla stazione si arrabbia molto e va al centro commerciale per stare sola; Libero la raggiunge e le spiega la verità.

## Sempre più Martini
- Diretto da: Tiziana Aristarco
- Scritto da: Paola Pascolini, Giovanna Caico, Antonio Consentino, Emanuela Del Monaco
- Altri interpreti: Edoardo Costa (Charlie Morales), Elio Germano (Roberto/Er Pasticca)

È l'ultimo giorno di lavoro di Alice; nonno Libero e nonna Enrica discutono riguardo al regalo per i gemellini. Libero, per arrivare prima della consuocera, si reca immediatamente al centro commerciale insieme a Fausto. Nel negozio di carrozzine racconta alla commessa l'episodio del suo salvataggio degli ebrei. Non si accorge che una coppia lo sta ascoltando; questi si recano a casa Martini, dove Libero era tornato per prendere il denaro necessario ad acquistare la carrozzina, e si spacciano per i figli degli ebrei che l'uomo salvò durante la guerra, ma senza farsi vedere, rubano i soldi della pensione e l'anello della moglie. Alla Asl arriva un sostituto direttore poiché Giorgi è ricoverato per il trapianto del rene, ma non tutti gli infermieri e dottori si trovano in sintonia con il nuovo arrivato. Irma e il direttore della radio chiedono ad Alice di intervistare Charlie Morales, un attore molto famoso; nonostante lei sia in maternità accetta senza rivelare nulla a Lele, ma è costretta a dirlo a Cettina e Maria poiché hanno intuito la bugia della donna. Libero intanto si accorge subito del furto e sporge denuncia, inoltre Cettina trova in camera un biglietto della corriera per Viterbo appartenente ai due truffatori e lo consegna a Libero che lo porta alla polizia. Alice va all'hotel con Cettina e Maria, ma Morales si fa intervistare nella propria camera; Cettina incontra un suo parente che fornisce a lei e a Maria le divise da cameriere e così si introducono nella stanza dell'intervista proprio quando Alice inizia ad avere le contrazioni. Lele intanto si reca in ospedale dove Giorgi è morto per un rigetto post operazione, non prima di avere nominato Lele come suo sostituto, e cioè nuovo direttore della Asl, spodestando il nuovo arrivato. Alice intanto deve uscire dall'hotel con Cettina e Maria, quando l'ascensore si blocca, ma la donna ha forti contrazioni e con l'aiuto di Cettina e Maria e di Lele al cellulare partorisce il primo dei gemelli in ascensore: Libero Junior. Lele intanto si reca all'hotel con un taxi e arriva quando Alice viene portata via in ambulanza. Libero va al commissariato per il riconoscimento dei truffatori, li fa arrestare e pentire, e poi va in ospedale a conoscere i nipotini partoriti: Elena e Libero Junior. Libero riesce comunque a regalare la carrozzina ai gemelli e viene organizzata una festa a casa Martini a cui partecipano amici e famigliari, tra cui vediamo Maria assieme a Roberto e Nilde con il piccolo Lele Junior. Durante la festa Ciccio con una telecamera riprende l'avvenimento, ma nel momento del brindisi cade addosso alla nonna Enrica, alla quale si rompe una collana di perle; tutti si mettono a cercarle chiudendo comicamente la stagione.